# It's a Man's Man's Man's World (álbum)
It's a Man's Man's Man's World é o décimo sexto álbum de estúdio do músico americano James Brown. O álbum foi lançado em agosto de  1966 pela King Records.

## Faixas
| N.º | Título                               | Duração |  |
| 1.  | "The Scratch"                        | 1:42    |  |
| 2.  | "It's a Man's Man's Man's World"     | 2:47    |  |
| 3.  | "Bewildered"                         | 2:21    |  |
| 4.  | "Is It Yes or Is It No?"             | 2:57    |  |
| 5.  | "Ain't That a Groove Part 1"         | 3:33    |  |
| 6.  | "The Bells"                          | 3:00    |  |
| 7.  | "Ain't That a Groove Part 2"         | 1:46    |  |
| 8.  | "Come Over Here"                     | 2:42    |  |
| 9.  | "In the Wee Wee Hours (Of the Nite)" | 2:48    |  |
| 10. | "I Don't Mind"                       | 2:19    |  |
| 11. | "Just You and Me Darling"            | 2:42    |  |
| 12. | "I Love You Yes I Do"                | 2:44    |  |